# Szathmári Pap Zsigmond
Szathmári Pap Zsigmond (Kolozsvár, 1703. – Kolozsvár, 1760. április 9.) református lelkész, az Erdélyi református egyházkerület püspöke 1760-ban, Szathmári Pap Mihály apja, Szathmári Pap János református esperes-lelkész fia.

## Élete
Tanulmányait szülőhelyén végezte és 1723-1728 között a kollégium könyvtárnoka volt. 1729-ben külföldre ment és előbb Utrechtben, majd 1730. július 7-től Groningenben iratkozott be egyetemi hallgatónak. 1733-ban tért haza és előbb báró Kemény Simon udvari papja, 1735-ben kolozsvári lelkész, 1748-ban koloshalotai esperes és 1749-ben az erdélyi egyházkerület generális notáriusa lett. 1760 februárjában megürülvén a püspökség, a successio jogán ő foglalta el ez állást, amelyet azonban alig viselhetett pár hónapig, mert április 9-én meghalt. Hírneves szónok volt, akinek írói munkássága is e térre szorítkozik. A felette tartott halotti beszédek szintén ki vannak adva.

## Munkái
- Istennel járt és Istenhez felragadtatott Ének, néhai nagytiszt. tudós Udvarhelyi Mihály uram, kinek, midőn Istenhez ragadtatott, lelkétől egy ideig meg-fosztatott teste a földnek gyomrában zárattatnék, együgyü halotti predikátzióval utolsó tisztességet tett 1737. eszt. Bőjt más Havának 11. napján. Kolozsvár, 1738
- Polinctura funeralis az az utolsó tisztességnek kenetje, mellyel az Urnak ama felkenettettje Carolus Sextus, a veszendő koronák alól az örökké tartóra menvén, a kolosvári reform. eklésiának templomában meg-tiszteltetett. 1740. eszt. Hely. n.
- Néhai tiszt. tudós férfiunak Nádudvari Péter uramnak nyolczvan-négy prédikatziói ... néhol egész prédikátziokkal ki-toldozván, világ eleibe botsátott. Kolozsvár, 1741
- Az Izrael fiaitól eltemettetett, de Istentől megelevenittetett Moses, néhai ... Batzoni Intze Máté uram, kinek, Istennél élő lelkétől egy ideig el-hagyatott teste, midőn a kolosvári eklesiának nagyobbik templomában, közönséges gyászszal temettetnék együgyü predikátzió-val utolsó tisztességet tett ... 1742. eszt. Sz. Mihály havának XII. napján. Kolozsvár
- Istennek szó-halló szolgája Sámuel: néhai Méltsg. L. B. M. Gyerő Monostori Kemény Sámuel ő Nagysága, kinek e földön utolsó tisztességére: midőn meg-hidegült tetemei a Méltsg. Kemény familiának Vetsi várkertben lévő temető-boltjába bététetnének, halotti tanítást tett, és kik légyenek az igaz Sámuelek ki-beszéllette 1744. eszt. Hely n.
- Hamar folyó világi életnek valóságos hoszszusága, mellyet néhai szül. gróf. Széki Teleki József urfinak példájában: Midőn e földön utolsó tisztessége megadattatnék; megkeseredett szüléinek vigasztalásokra együgyü predikátzióval előadott. Kolosvár, 1745 (Jákobnak Józsefet óhajtó siralma cz. Verestói György gyászbeszédével együtt)
- Istennek szenteltetett első szülött: néhai Meltsg. Boros-Jenői Székely Susanna gróf kis-asszony ... gróf Boros-Jenői Székely László úrnak és gróf Losontzi Bánffi Kata asszonynak első szülött leánya; kinek ... elhervadott tetemei, midőn a ... temető bóltba bététetett, az első szülöttekről mondott prédikátzióval utolsó tisztességet tett. Uo. 1746 (Deáky József gyászbeszédével együtt)
- Férjének hozzája bizott lelkét jóval és nem gonoszszal, s drága gyöngyöknél-is drágáb erős aszszony: néh. Bánffi Kata ifju ur-asszony, kinek meghidegült tetemei midőn a ... temető bóltba bé-tétettek, utolsó tisztességet tett. Uo. 1747 (Virágzó zöldségében kivágatott reménység cz. többek gyászbeszédeivel együtt)
- Igaz izraelita Nathánael: Néhai gróf Széki Teleki Mihály ur ... kinek e földről lett elköltözését, utolsó tisztessége meg-adattatásának szomorú napján, együgyü prédikátzióval kesergete. Uo. 1749 (Bod Péter és mások gyászbeszédeivel együtt)
- Idvességnek palástja és ditsőségnek koronája, mellyeken ... gróf Bethleni Bethlen Ádám Ur O-Excell ... a földi igazságnak biró palástját és az egyenes ítélet-tételnek koronáját fel-tserélte: és a mellyekről ... gyászos tanítást tett 1748. esztendő Sz. Mihály havának 24. napján. Uo. 1749 (Földi ékességétől megfosztott Sion leányának cz. gyűjteményben többek gyászbeszédeivel együtt)
- Istennek szenteltetett, és még gyenge korában a ditsőségnek templomába fel-vitetett Sámuel: Néh. Méltgs. L. B. Hadadi Veselényi Sámuel urfi: L. B. Hadadi Vesselényi István urnak és Méltsg. L. B. Vargyasi Dániel Polikséna uraszszonynak a Jehovától adatott és ugyan a Jehovától el-vétetett harmadik férjfiú magzatjok; kinek e földön utolsó tisztességet tett ... 1750. eszt. Sz. Jakab havának 19. napján (Uo. 1750)
- Izraelnek pásztora és köve Josef: néhai méltgs. liber báró N. Váradi Intzédi Jósef ur ő Nagysága ... kinek meghidegült tetemei midőn a maros sz. királyi újonnan készült mausoleumba, a feltámadásnak reménsége alatt bé tétettek ... utolsó tisztséget tett ... 1751. eszt. Sz. Iván havának 6. napján. Uo. 1752
- A bárány életének könyve, mellybe öröktől fogva bé-irattattak lévén: néh. Méltgs. szül. Losontzi Bánffi Ágnes ifjú ur aszszony ő nagysága, Méltgs. L. B. Vargyasi ifj. Daniel István ur ő Nagyságának kedves élete-párja: és ugyan e választott pártól született Daniel Ágnes L. B. Kis-aszszonyka; midőn a földi életnek végén, lelkeik a mennyei Jerusálembe, testeik pedig a veszszői kápolnába költöztettek, ugyan azon könyvről mondatott szomoru prédikátzioval megtíszteltettek. Uo. 1755
- Örök életnek dráma illatja, mellyet a koporsónak pora között-is kedvesen illatozott néh. Méltgs. L. B. Branyitskai Jósika Moses ő Nagysága; és a mellyet az ő Nagyságának utolsó tisztességet tett prédikátziónak és oratziónak ki-botsáttatásokkal, férjéhez való igaz hűségének emlékezetire a következendő világnak általadott Hadadi Vesselényi Mária. Uo. 1756
- Az egek megnyilásának és az Isten ditsőségének látásával lelkét Jézusának ajánlott István néhai m. l. b. Hadadi Vesselényi István ... kinek meghidegült halandó teste midőn a sibói mausoleumba, uri készületű halotti pompával bé-helyeztetett, e földön utolsó tisztességét meg-adni együgyü prédikátzióval igyekezett. A sibói reform. eklésia templomában 1758. eszt. Sz. György havának 2. napján. Uo. 1759. (Földi rövid pályafutásnak ... cz. gyűjteményben többek gyászbeszédeivel együtt)
- Filadelfia városának igaz lakossa, néhai mélt. gróf Kis Rhédei Rhédei Sigmond ur Ő Nagysága; ki minekutánna az igaz hit által győzedelmeskedőknek igértetett jutalomnak tellyes elvitelére, a kegyelem templomának oszlopi közzül, a ditsőség templomának oszlopi közzé lelkére nézve felvétetett: hogy testének lebomlott hajléka-is a kolosvári ref. nagyobbik templomából ... a temető boltba, érdemlett tisztességének meg-adásával, vitetetnék ... halotti prédikátzióval tiszteltetett ... A meg-nevezett templomba felgyülekezett uri és más rendeknek kesergő sokasága előtt 1758. eszt. Sz. György havának 23. napján. Uo. 1760 (Istennek bölts rendelése cz. gyűjteményben többek gyászbeszédeivel együtt)